# Mariä Verkündigung (Hohenwart)

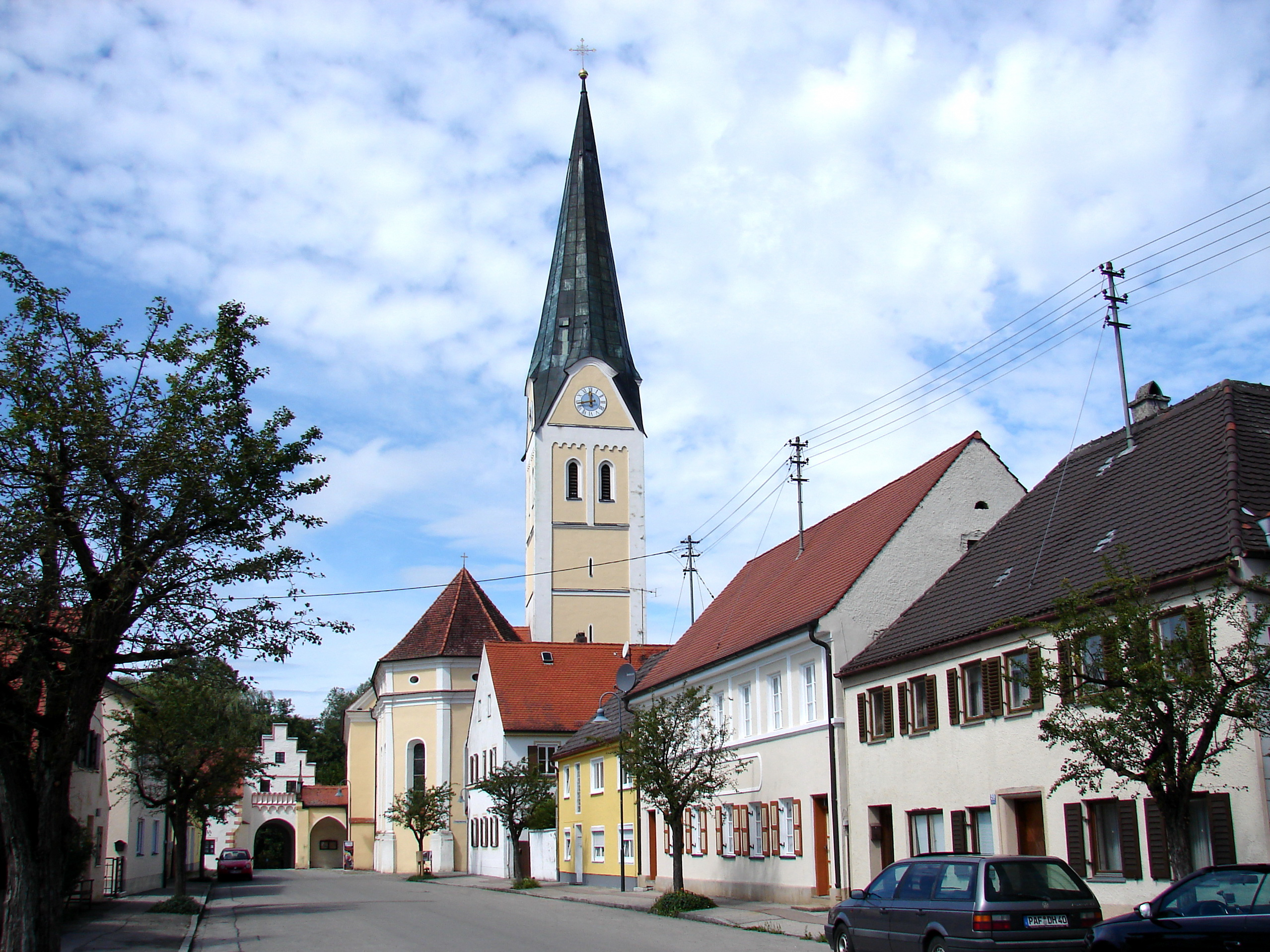
Mariä Verkündigung in Hohenwart

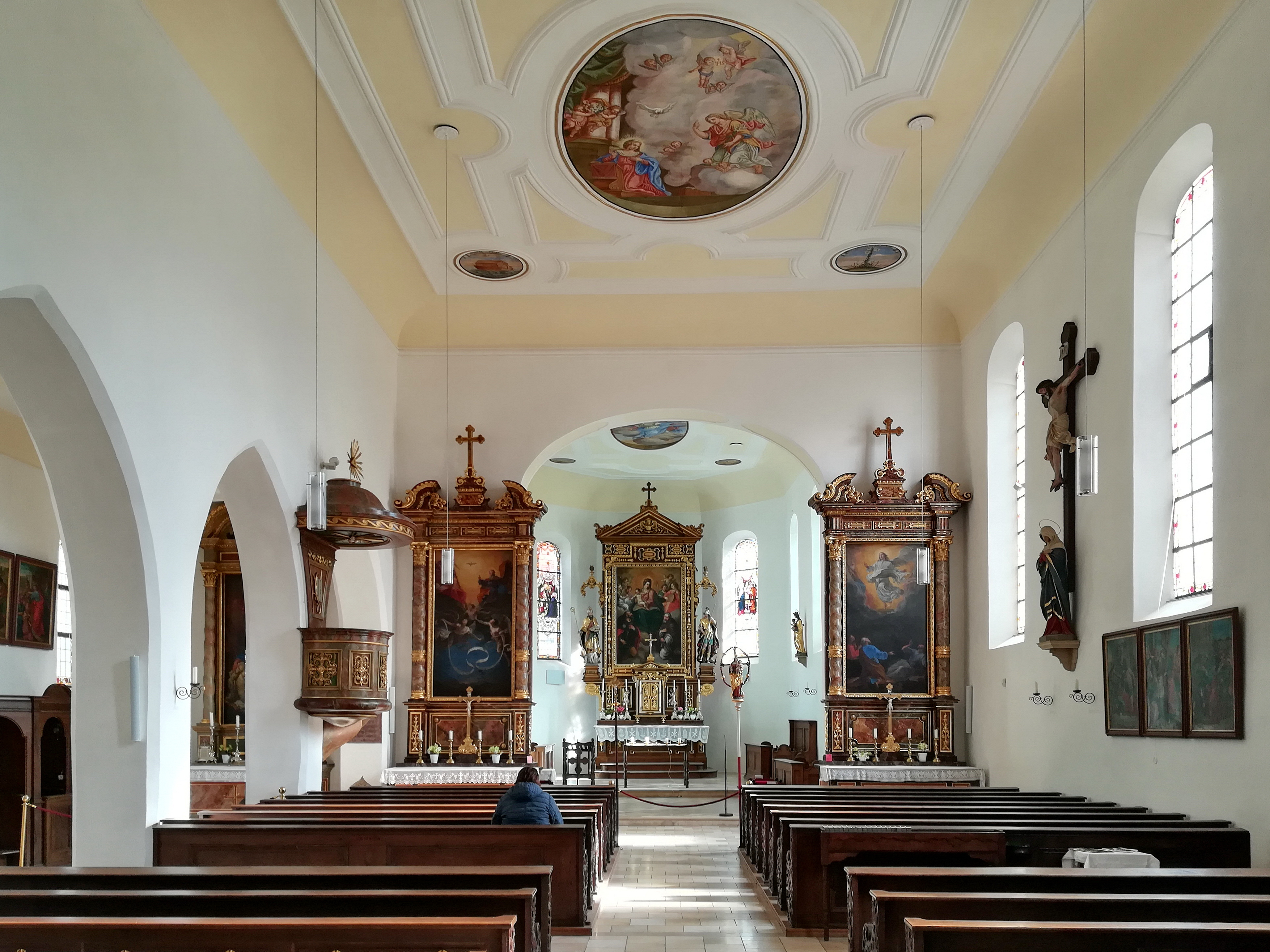
Innenansicht

Die römisch-katholische Filialkirche Mariä Verkündigung steht in Hohenwart, einem Markt im oberbayerischen Landkreis Pfaffenhofen an der Ilm. Das Bauwerk ist in der Liste der Baudenkmäler in Hohenwart als Baudenkmal unter der Nr. D-1-86-128-3 eingetragen. Die Kirche gehört zum Dekanat Pfaffenhofen im Bistum Augsburg.

## Beschreibung
Die gotische Saalkirche wurde ab 1409 erbaut. Sie besteht aus dem Langhaus, dem eingezogenen, dreiseitig geschlossenen, nach Süden in der Längsachse verschobenen Chor im Osten und dem Chorflankenturm an der Nordwand des Chors. Im obersten Geschoss des Turms hängen vier Glocken mit den Schlagtönen f′, g′, b′ und des′′′. Die größte goss die Glocken- und Kunstgießerei Rincker im Jahr 2017, die beiden mittleren Karl Czudnochowsky 1951. Über die kleinste Glocke gibt es keine Informationen. Die Zifferblätter der Turmuhr sind in den Giebeln angebracht, über denen sich ein spitzer Helm erhebt. Um 1700 wurde die Kirche barock umgestaltet und an der Nordseite des Langhauses um ein Seitenschiff erweitert. Es ist zum Hauptschiff mit einer Arkade geöffnet. Die Innenräume des Langhauses und des Chors sind mit Flachdecken überspannt. Von Februar 2017 bis September 2019 wurde die Kirche grundlegend saniert.
Auf dem Retabel des Hochaltars befindet sich die Nachbildung eines von Bonifazio Veronese gemalten Marienbildnises. Flankiert wird der Altar von den Skulpturen des Ulrich von Augsburg und des heiligen Georg. Drei für den Augsburger Dom geschaffene Altäre wurden 1874 in die Kirche übertragen. Auf ihnen befinden sich Gemälde der Verklärung des Herrn und der Heiligen Dreifaltigkeit, die 1657 Johann Heinrich Schönfeld schuf. Auf einem 1657 von Johann Christoph Storer gemalten Bild im Seitenschiff ist die Beweinung Christi dargestellt.
Die von G. F. Steinmeyer & Co. 1911 für die evangelische Krankenhauskapelle des Zentralklinikums Augsburg gebaute Orgel wurde 2019 in der Kirche aufgestellt. Sie hat neun Register auf zwei Manualen und Pedal.